# Landry Nnoko
Landry Christ Nnoko (Yaoundé, 9 aprile 1994) è un cestista camerunese.
È il cugino del giocatore NBA Luc Mbah a Moute.

## Carriera
Dopo aver frequentato per 4 anni la Clemson University, si è reso eleggibile per il Draft NBA 2016, dove non viene scelto da nessuna squadra.
Il 22 agosto 2016 firma con la Victoria Libertas Pesaro.
Il 29 giugno 2020 firma con la Stella Rossa, tuttavia il suo contratto viene terminato il 6 settembre a causa del mancato superamento delle visite mediche.
Il 3 febbraio 2023 firma con i G League Ignite, militanti in NBA G League.

## Statistiche

### College
| Anno      | Squadra        | PG  | PT | MP   | TC%  | 3P% | TL%  | RP  | AP  | PRP | SP  | PP  |
| --------- | -------------- | --- | -- | ---- | ---- | --- | ---- | --- | --- | --- | --- | --- |
| 2012-2013 | Clemson Tigers | 31  | 0  | 6,6  | 34,3 | -   | 70,0 | 1,4 | 0,0 | 0,1 | 0,3 | 1,0 |
| 2013-2014 | Clemson Tigers | 35  | 34 | 28,1 | 54,8 | -   | 58,3 | 6,2 | 0,5 | 0,3 | 2,0 | 6,5 |
| 2014-2015 | Clemson Tigers | 31  | 30 | 24,3 | 50,8 | -   | 65,7 | 5,4 | 0,7 | 0,2 | 2,0 | 7,6 |
| 2015-2016 | Clemson Tigers | 31  | 26 | 22,3 | 55,2 | -   | 63,6 | 5,7 | 0,8 | 0,2 | 2,3 | 8,1 |
| Carriera  | Carriera       | 128 | 90 | 20,6 | 52,4 | -   | 62,9 | 4,7 | 0,5 | 0,2 | 1,7 | 5,8 |

### G League
| Anno      | Squadra         | PG | PT | MP   | TC%  | 3P% | TL%  | RP   | AP  | PRP | SP  | PP   |
| --------- | --------------- | -- | -- | ---- | ---- | --- | ---- | ---- | --- | --- | --- | ---- |
| 2017-2018 | G. Rapids Drive | 49 | 49 | 32,5 | 57,9 | 0,0 | 74,4 | 11,5 | 2,1 | 0,7 | 2,1 | 14,7 |
| 2022-2023 | G League Ignite | 16 | 1  | 14,2 | 43,1 | 0,0 | 63,6 | 5,1  | 0,9 | 0,4 | 0,7 | 4,0  |
| Carriera  | Carriera        | 65 | 50 | 28,0 | 56,3 | 0,0 | 73,9 | 9,9  | 1,8 | 0,6 | 1,7 | 12,1 |

### Eurolega
| Anno      | Squadra        | PG | PT | MP   | TC%  | 3P% | TL%  | RP  | AP  | PRP | SP  | PP  |
| --------- | -------------- | -- | -- | ---- | ---- | --- | ---- | --- | --- | --- | --- | --- |
| 2019-2020 | Alba Berlino   | 28 | 24 | 22,2 | 60,5 | -   | 68,4 | 5,8 | 0,8 | 0,3 | 0,7 | 8,7 |
| 2020-2021 | Stella Rossa   | 10 | 6  | 20,8 | 58,2 | -   | 58,3 | 5,1 | 0,7 | 0,6 | 0,7 | 7,1 |
| 2021-2022 | Saski Baskonia | 17 | 7  | 16,8 | 56,5 | 100 | 59,1 | 4,5 | 0,4 | 0,1 | 0,6 | 5,4 |
| Carriera  | Carriera       | 55 | 37 | 20,2 | 59,1 | 100 | 65,5 | 5,3 | 0,6 | 0,3 | 0,7 | 7,4 |

### Eurocup
| Anno      | Squadra      | PG | PT | MP   | TC%  | 3P% | TL%  | RP  | AP  | PRP | SP  | PP  |
| --------- | ------------ | -- | -- | ---- | ---- | --- | ---- | --- | --- | --- | --- | --- |
| 2018-2019 | Alba Berlino | 15 | 4  | 17,3 | 51,4 | -   | 61,9 | 5,1 | 0,5 | 0,5 | 0,7 | 5,9 |
| Carriera  | Carriera     | 15 | 4  | 17,3 | 51,4 | -   | 61,9 | 5,1 | 0,5 | 0,5 | 0,7 | 5,9 |

## Palmarès

### Squadra
- Campionato tedesco: 1

Alba Berlino: 2019-20
- Campionato serbo: 1

Stella Rossa: 2020-21
- Coppa di Germania: 1

Alba Berlino: 2019-20
- Coppa di Serbia: 1

Stella Rossa: 2021
- Lega Adriatica: 1

Stella Rossa: 2020-21

### Individuale
- NBA Development League Defensive Player of the Year Award (2018)
- All-NBDL Third Team (2018)
- All-NBDL All-Defensive First Team (2018)
- MVP finals Lega Adriatica: 1

Stella Rossa: 2020-21